# Henryk Urbaś
Henryk Urbaś (ur. 28 stycznia 1953 w Szczecinie) – polski dziennikarz radiowy, rzecznik prasowy PKOl, z wykształcenia ekonomista.

## Życiorys
Tytuł zawodowy magistra ekonomii uzyskał na Politechnice Szczecińskiej. W 1972 rozpoczął pracę w Polskim Radiu Szczecin, gdzie prowadził audycje na żywo (m.in. Z boisk i stadionów). Etatowym dziennikarzem został w 1973, zajmując się sprawami turystyki, sportu i wojska w Radiu Szczecin. W 1979 rozpoczął pracę w redakcji sportowej Polskiego Radia w Warszawie, od 1983 jako sekretarz naczelnej redakcji sportowej telewizji. W 1985 został kierownikiem redakcji sportowej Programu I Polskiego Radia. Był wielokrotnym sprawozdawcą na wielkich imprezach sportowych, tj. Wyścig Pokoju, kolarskie mistrzostwa świata, finały Mistrzostw Świata w Piłce Nożnej 1986 w Meksyku, Zimowe Igrzyska Olimpijskie 1988 w Calgary, Letnie Igrzyska Olimpijskie 1988 w Seulu, Letnie Igrzyska Olimpijskie 1992 w Barcelonie, Zimowe Igrzyska Olimpijskie 1994 w Lillehammer, Zimowe Igrzyska Olimpijskie 1998 w Nagano, Zimowe Igrzyska Olimpijskie 2002 w Salt Lake City i inne. Prowadził Kronikę Sportową i Studio S-13. Współpracuje z „Głosem Szczecińskim” i Telewizją Polską. Został członkiem liczącego dziewięć osób kierownictwa grupy roboczej ds. sportu „Euroradia” w ramach Europejskiej Unii Radiowo-Telewizyjnej w Genewie.

## Odznaczenia i wyróżnienia
W 2011, za wybitne zasługi dla Polskiego Radia, został odznaczony przez prezydenta Bronisława Komorowskiego Krzyżem Kawalerskim Orderu Odrodzenia Polski. 
W 1999 otrzymał Złoty Krzyż Zasługi. Wyróżniony srebrną i złotą odznakę Zasłużony Działacz Kultury Fizycznej. Otrzymał tytuł „Ambasadora Szczecina 2001”, a w 2011 Złoty Mikrofon (za traktowanie sportu jako części kultury narodowej oraz za pielęgnowanie tradycji Redakcji Sportowej Polskiego Radia).